# Иванов-Сакачёв, Иван Степанович
Иван Степанович Иванов-Сакачёв (2 августа 1926, с. Солдато-Александровское Советский район Ставропольского края — 5 марта 1985, Санкт-Петербург) — советский живописец, член Ленинградского Союза художников.

## Биография
Иван Степанович Иванов-Сакачёв родился 2 августа 1926 года в селе с. Солдато-Александровское Советского района Ставропольского края. В раннем детстве остался круглым сиротой и был взят на воспитание другом семьи, И. К. Ивановым, которого художник считал своим отцом и фамилию которого в знак признательности позднее добавил к родной.
В 1944 году был призван в армию и принял участие в войне с Японией и в освобождении Кореи. Воевал в составе Дальневосточного фронта, старший сержант, радиотелеграфист. Награждён медалями «За победу над Германией», «За победу над Японией», «За боевые заслуги», «За освобождение Кореи».
После войны окончил Краснодарское художественно-педагогическое училище и в 1956 году поступил в ЛИЖСА имени И. Е. Репина, где сначала обучался на театрально-декорационном отделении живописного факультета. Со второго курса перешёл на станковое, а затем на отделение монументальной живописи. В 1962 окончил институт по мастерской А. А. Мыльникова, защитив дипломную работу — проект росписи Дома Советов в г. Чита.
По окончании учёбы занимался монументальной и станковой живописью, много работал над темой спорта. В частности, им были исполнены роспись в Доме культуры Конного завода «Восход», картина «Скачки», портрет известного мастера конного спорта Н. Насибова. В 1970—1980 годы исполнил серию портретов волейболистов, среди них портреты олимпийской чемпионки Н. Радзевич (1983), Н. Горловской (1975), тренера волейбольной команды «Уралочка» и сборной страны Н. Карполя.
С 1955 года И. С. Иванов-Сакачёв участвовал в выставках ленинградских художников, в тематических республиканских художественных выставках, посвящённых физкультуре и спорту. В 1970 году был принят в члены ЛОСХ. В 1966—1972 годах преподавал живопись и композицию на художественно-графическом факультете ЛГПИ имени А. И. Герцена в Ленинграде. В последний период жизни работал преимущественно в жанре натюрморта и камерного лирического пейзажа.